# Тъмен буревестник
Тъмен буревестник (Puffinus griseus) е вид птица от семейство Procellariidae. Видът е почти застрашен от изчезване.

## Разпространение
Разпространен е в Антарктика, Аржентина, Австралия, Бермудски острови, Бразилия, Чили, Коста Рика, Дания, Фолкландски острови, Фиджи, Франция, Гренландия, Гваделупа, Ирландия, Израел, Йордания, Маршалови острови, Мексико, Нова Зеландия, Панама, Португалия, Сен Пиер и Микелон, Испания, Великобритания и САЩ.